# 日露学生会議
日本ロシア学生会議（英語: Japan-Russia Student Conference, JRSC、日露学生会議、日ロ学生会議）は、1988年から続く国際学生交流団体である。日露両国から学生が集まり、夏の２週間程度の本会議を通して様々な世界的問題に関する議論を行う。

## 沿革
1988年夏、慶応義塾大学と上智大学の学生が中心となって始まった当時のソビエト連邦の学生との私的交流が「日本ソ連学生会議（日ソ学生会議）」という事業の構想を生んだ。当時のソ連では、新たに組織を設立するのは困難であり、日本とソ連の学生が政治・経済・文化などについて話し合うなど考えられなかった。しかし、ソ連の実態を知らない多くの人々が、なぜソ連について先入観を抱いているのだろうか。そして、なぜソ連は不可解な国と思われているのだろうか。そのような疑問をきっかけとして、ソ連の実際の姿を理解するためには、少しでも多くの日本とソ連の若者が、直接かつ自由に真剣に話し合いができる機会を設ける必要があると考えられた。その後、多くの両国の学生がこの事業の構想に共鳴していき、日本ソ連学生会議が発足、ソビエト崩壊後は日本・ロシア学生会議として約30年にもわたって毎年開催されてきた。これまでの開催地は、モスクワ、ハバロフスク、ウラジオストク、東京、大阪、新潟、日光などである。モスクワ側の参加者の多くはモスクワ国際関係大学、サンクトペテルブルク大学、ロシア外務省アカデミーなどに所属している学生である。
- 1990年　第１回日ソ学生会議開催
- 2018年　第３０回日露学生会議（東京開催）
- 2019年　第３１回日露学生会議（ロシア開催）予定

## 活動目的（理念）
「日露の架け橋たらん」というスローガンを掲げて発足した本事業は、以下の事を理念とする。
- 日露の学生間の学術的、文化的交流の発展に貢献するため、大学、学部、学年を問わず会議参加者を募集すること。
- 政治、思想、宗教に捕らわれず、非営利事業であること。
- 日本人参加者はロシアを、ロシア人参加者は日本を偏見や先入観にとらわれずに幅広く理解するために、本会議では多様な分野のテーマを議題として取り上げ、日々の活動では相手国の学習に励み、交流活動を活発に行うこと。

## 参加方法
毎年２月～４月の時期で選考会を実施しており、実行委員や前年度参加者による面接を経て決定される。日本人の大学生（または本会議時には大学生である見込みの高校生）であれば誰でも応募することができる。

## OBOG
官界を中心に多くの人材を輩出している。

## 後援・助成

### 後援
- 日本対外文化協会
- 日本外交協会

### 助成
- 公益財団法人双日国際交流財団
- 公益財団法人三菱UFJ国際交流財団
- 一般財団法人MRAハウス